# Дмоховский, Антоний
Анто́ний Дмохо́вский (пол. Antoni Dmochowski; 1896—1983, Изабелин (Мазовецкое воеводство, Польша) ) — польский учёный-биохимик, педагог, профессор, Почётный доктор Лодзинского университета (1970), член Польской академии наук.
Создатель лодзинской биохимической школы, пионер химии нуклеиновых кислот в Польше. Ученик Якуба Парнаса.
В 1937—1939 годах — профессор Варшавского университета. Во время второй мировой войны и оккупации Варшавы в 1942—1944 годах преподаватель Тайного университета польской столицы и университета западных земель.
В 1945—1967 годах — профессор университета в Лодзи, где организовал первую в Польше университетскую кафедру биохимии.
Проводил исследования в области клинической биохимии и биохимии нуклеотидов. Описал изменения органических субстанций в процессе развития псориаза и ревматоидного артрита.
Первым в Польше и четвёртым в мире обработал результаты исследований в области химии и биохимии нуклеиновых кислот. Автор научного труда «О современном состоянии химии и физиологии нуклеиновых кислот» (1937).
Одним из первых в 1929 году обнаружил мышечную адениловую кислоту adenozyno-5’-fosforan отличающуюся от уже известной к тому времени адениловой кислоты — adenozyno-3’-fosforan.